# Befaria sprucei
Befaria sprucei là một loài thực vật có hoa trong họ Thạch nam. Loài này được Meissn. mô tả khoa học đầu tiên năm 1863.